# Inmaculada Rodríguez-Piñero

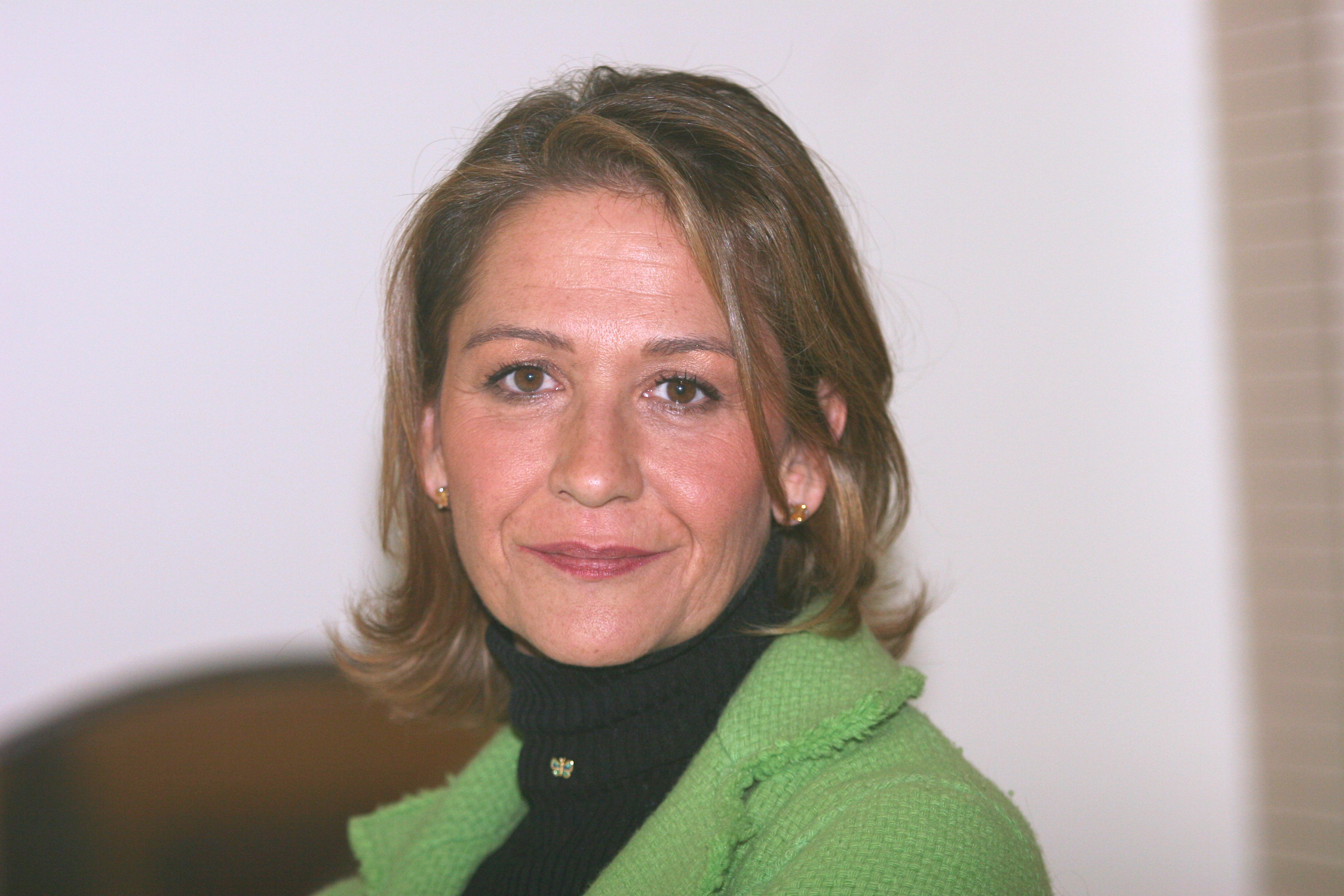

Inmaculada Rodríguez-Piñero Fernández (nascida em 7 de janeiro de 1958, Madrid) é uma política espanhola do Partido Socialista Operário Espanhol (PSOE). Casada e com dois filhos, ela fez mestrado em teoria económica pela Universidade de Minnesota e serviu como porta-voz da economia e do emprego do PSOE.

## Membro do Parlamento Europeu, 2014 - presente
Além das suas atribuições na comissão, Rodríguez-Piñero é membro do Intergrupo do Parlamento Europeu sobre Investimento de Longo Prazo e Reindustrialização e do Intergrupo do Parlamento Europeu sobre Deficiência. Desde 2019, faz parte do Grupo de Apoio à Democracia e Coordenação Eleitoral (DEG), que supervisiona as missões de observação eleitoral do Parlamento.